# DX-Union
DX-Union ist ein Software-Produkt der Materna Information & Communications SE. DX-Union dient der Verwaltung der IT-Infrastruktur bestehend aus Servern und Clients. Da aber auch die Benutzer in das Management mit einbezogen werden, und damit die komplette Arbeitsumgebung eines Anwenders, bezeichnet Materna dies selbst als integratives Workplace-Management.
Zurzeit ist die Version 8.1.5 für die Serverplattformen Windows und Linux, sowie die Client-Plattformen Windows und Linux freigegeben.

## Aufgaben
Folgende Aufgaben können von DX-Union für eine große Anzahl von Clients durchgeführt werden:
- Softwareverteilung
- Benutzer-Management
- Device-Management
- Lizenz-Management
- Inventarisierung
- Patch-Management
- Mobile-Device-Management
- Fernwartung
- Servicedesk (Helpdesk)
- Workflow-Management
- Monitoring

Die einzelnen Aufgaben sind entsprechenden Modulen zugeordnet, die getrennt voneinander installiert werden können. Einzig das Patch-Management setzt die Installation des Software-Managements voraus. Nahezu alle Module können über eine Administrationsoberfläche verwaltet werden.

## Kunden
Das Produkt wird besonders im deutschen Behördenumfeld eingesetzt. Zu den Kunden gehörten u. a. die Bundesfinanzverwaltung mit ca. 40.000 Clients (seit der Umstellung auf Windows 7 nicht mehr) und eine Reihe von Trägern der Deutschen Rentenversicherung (früher Landesversicherungsanstalt) mit insgesamt ebenfalls ca. 40.000 Clients.
Aber auch im Schulumfeld werden größere Installationen von z. B. Berufs- und Kollegschulen unterstützt (insgesamt ca. 4000 Clients). Das Produkt ist dabei Bestandteil des Förderprojektes „SH21 Basis“ gewesen, das vom Bundesministerium für Bildung und Forschung (BMBF) und dem Europäischen Sozialfond gefördert wurde.
Mittlerweile wird DX-Union auch von kleinen und mittelständigen Firmen im Industrieumfeld (Automotive, Aviation etc.), sowie in Verlagen und Telekommunikationsdienstleistern eingesetzt.
Insgesamt werden bei über 200 Kunden weit über 150.000 Arbeitsplätze mit DX-Union verwaltet.

## Features

### Softwareverteilung
Mit Hilfe des Software-Managements können Windows-Systeme (Clients und Server) sowohl erstinstalliert als auch mit weiterer Software beschickt werden.
Für die Installation von Betriebssystemen unterstützt DX-Union sowohl die unattend-Installation als auch das Image-Verfahren. Die Integration von Treibern wird durch einen entsprechenden Wizard unterstützt.
Die Erstellung von Softwarepaketen wird durch einen Wizard vereinfacht.
DX-Union kann Software mittels Multicast-Protokoll auf Clients verteilen. Daneben wird aber auch Unicast unterstützt. Über die hierarchische Verteilung können Softwarepakete auf weitere Depotserver verteilt werden. Alle gängigen Paketierungsmethoden werden von DX-Union unterstützt.

### Benutzer-Management
Das Modul Benutzer-Management ermöglicht die Verwaltung der Benutzer über eine graphische Oberfläche in heterogenen Umgebungen. Dabei werden die Details der darunterliegenden Serversysteme für den Administrator soweit abstrahiert, dass auch ein Mitarbeiter ohne tiefgehendes Betriebssystem-Know-how Benutzerumgebungen verwalten kann. Know-how über Unix/Linux und Samba oder Windows und Domänen ist für die tägliche Arbeit nicht notwendig.
Neben der Administration der Benutzer (Kennungen einrichten und Kennwörter verwalten) werden auch die Ressourcen (Netzwerkfreigaben, Profile und Drucker) mit DX-Union verwaltet.

### Device-Management
Der DX-Union Device Inspector erlaubt die Sperrung, bzw. Freigabe von primär externen PC-Komponenten. Bis auf die zum Betrieb eines PCs notwendigen Geräte(klassen) werden alle anderen Geräte standardmäßig gesperrt. Erst die Freigabe durch einen Administrator ermöglicht dem Anwender z. B. die Nutzung von USB-Sticks oder Firewire-Festplatten.

### Lizenz-Management
Das Lizenz-Management erlaubt, kaufmännischen Daten von Lizenzen zu erfassen. Hier können Verträge, Lizenzen und Lizenztypen erfasst und miteinander verknüpft werden. Zusammen mit den durch die Inventarisierung erfassten technischen Daten können dann Auswertungen erstellt werden, die den aktuellen Lizenzstand darstellen.

### Inventarisierung
Die Inventarisierungskomponente Asset Assistant bietet neben der Erfassung von Windows-basierenden Systemen auch die Inventarisierung von Unix/Linux-Systemen und allen Geräten, die über SNMP angesprochen werden können (Router, Switches, Netzwerkdrucker, Server etc.). Darüber hinaus kann die Nutzungshäufigkeit von Software erfasst werden. Zusammen mit der Software-Inventarisierung bietet dies die technische Grundlage für eine Lizenz-Management.
Der Asset Assistant liegt auch in einer Variante vor, die in das Produkt BMC Remedy Action Request System der Firma BMC Software integriert werden kann.

### Patch-Management
Mit diesem Modul können Patches von Microsoft auf Systeme verteilt werden. Dabei ist kein Windows-Server notwendig und damit kann ein Patch-Management auch in einer Umgebung aufgesetzt werden, in dem nur Unix/Linux-Server zum Einsatz kommen. Auf den Clients arbeitet das Modul mit dem Windows Update Agent (WUA) von Microsoft zusammen.

### Mobile-Device-Management
DX-Union bietet hier eine OEM-Version des Produktes Sophos Mobile Control an. Dieses Modul verwaltet weltweit bereits mehr als 350.000 mobile Endgeräte bei über 1.100 Kunden.

### Fernwartung
DX-Union bietet hier das Produkt Netop Remote Control der dänischen Firma Netop Solutions A/S an. Prinzipiell sind aber auch andere Fernwartungswerkzeuge integrierbar.

### Service Desk
Das Zusatzmodul Service Desk bietet kleinen Unternehmen und Behörden ein Helpdesk-System, mit dem Tickets verwaltet werden können. Standardfunktionen wie Verknüpfungen zwischen Ticket, Anwender und Geräten, Delegation, Eskalation und Lösungsdatenbank sowie ein Portal für den Anwender zur Aufgabe neuer und Ansicht des Status alter Tickets sind enthalten.

### Workflow-Management
Das DX-Union Workflow-Management bietet die Automatisierung von Arbeitsabläufen. Die Workflows können in einer graphischen Oberfläche zusammengestellt werden. Dabei kann auf eine Bibliothek von bereits existierenden Workflow-Knoten und -Modulen zurückgegriffen werden. Das Workflow-Management kann sowohl direkt in den DX-Union Service Desk integriert werden, als auch Aufgaben in DX-Union selbst automatisieren.

### Monitoring
Das Monitoring-Modul von DX-Union bietet eine übersichtliche Darstellung von Netzwerk- und Systemstatus, führt ein automatisches Discovery von Netzen und Systemen durch, stellt IT-Netze auf OSI-Layer 3 und 2 dar und liefert ein komfortables Event-Management.